# Horní Žďár (Hajnice)
Horní Žďár (německy Ober Soor) je vesnice, část obce Hajnice v okrese Trutnov. Nachází se asi 3,5 km na západ od Hajnic. V roce 2009 zde bylo evidováno 82 adres. V roce 2001 zde trvale žilo 141 obyvatel.
Horní Žďár je také název katastrálního území o rozloze 5,54 km2. V katastrálním území Horní Žďár leží i Výšinka. Horní Žďár leží i v katastrálním území Dolní Žďár o rozloze 5,14 km2.

## Historie
V roce 1745 se poblíž odehrála bitva u Žďáru.
V roce 1921 zde žilo 839 obyvatel. Za první republiky byly v obci hostinec, řeznictví, prodejna tabáku a škola. Rozvoj obce poklesl po roce 1945, kdy došlo k vystěhování německého obyvatelstva.

## Pamětihodnosti
- Kostel svatého Jana Křtitele (Dolní Žďár)